# Верхнесюрюбаево
Верхнесюрюбаево (баш. Үрге Сирбай) — деревня в Кугарчинском районе Республики Башкортостан Российской Федерации. Входит в состав Кугарчинского сельсовета.

## География

### Географическое положение
Расстояние до:
- районного центра (Мраково): 36 км,
- центра сельсовета (Кугарчи): 5 км,
- ближайшей ж/д станции (Тюльган): 62 км.

## Население
| 2002 | 2009 | 2010 |
| ---- | ---- | ---- |
| 193  | ↘191 | ↘188 |

Национальный состав
Согласно переписи 2002 года, преобладающая национальность — башкиры (79 %).